# Placobdella parasitica
Placobdella parasitica är en ringmaskart som först beskrevs av Thomas Say 1824.  Placobdella parasitica ingår i släktet Placobdella och familjen broskiglar. Inga underarter finns listade i Catalogue of Life.